# 松尾真一郎
松尾 真一郎（まつお しんいちろう）は、日本・アメリカ合衆国の情報工学者。バージニア工科大学研究教授、ジョージタウン大学研究教授、東京大学生産技術研究所リサーチフェロー。

## 人物
東京都生まれ。1994年東京工業大学（のちの東京科学大学）工学部情報工学科卒業。1996年同大学大学院情報理工学研究科修士課程修了、NTTデータ技術開発本部エキスパート。2003年東京工業大学大学院大学院理工学研究科博士課程修了、博士（工学）。
2005年NTTデータ技術開発本部シニアエキスパート。2009年情報通信研究機構主任研究員。2011年情報通信研究機構ネットワークセキュリティ研究所セキュリティアーキテクチャ研究室室長。2014年情報通信研究機構社会還元促進部門統括。
2016年東京大学生産技術研究所リサーチフェロー、マサチューセッツ工科大学MITメディアラボ研究員・所長リエゾン（金融暗号）、慶應義塾大学大学院政策・メディア研究科特任教授。
2017年ジョージタウン大学コンピューターサイエンス学部研究教授。2019年NTT Research Inc. Head of Blockchain Research。
2020年内閣官房Trusted Web推進協議会構成員。2021年金融庁デジタル・分散型金融への対応のあり方等に関する研究会メンバー。2022年デジタル庁Web3.0研究会構成員。2023年バージニア工科大学研究教授。専門は暗号理論。

## 著書
- 『ブロックチェーン技術の未解決問題』（楠正憲, 崎村夏彦, 佐古和恵, 佐藤雅史, 林達也, 古川諒, 宮澤慎一と共著）日経BP社 2018年
- 『暗号資産とブロックチェーンの安全性の現状と課題』日本銀行金融研究所 2020年